# Василь Ватац
Василь Ватац (д/н — 1194) — військовий діяч Візантійської імперії.

## Життєпис
Походив з провінційної знаті з феми Фракія. Син Ісаака Ватаца. Розпочав свою кар'єру за імператора Мануїла I. Відзначився у війнах з сельджуками під орудою свого родича великого доместіка Іоанна Комніна Ватаца. Під тримав заколот Ісаака Ангела, який у 1185 році повалив імператора Андроніка I. Стрімкій подальшій кар'єрі Ватаца сприяло його одруження з представницею роду Ангелів.
У 1185—1187 роках брав участь у відбитті нападу Сицилійського королівства на балканські володіння імперії, потім у похода проти болгар на чолі із Асенем. У 1189 році Василю Ватацу доручено було придушити заколот Феодора Манкафа, що у 1188 році в Філадельфії оголосив себе імператором. Василь Ватац взяв того в облогу, змусивши здатися. Проте імператор помилував Манкафа, дозволивши залишитися дукою Філадельфії. Слідом за цим швидко повернувся до Константинопполя, якому загрожував Фрідрих I Барбаросса, імператор Священної Римської імперії. У 1189 році стає дукою феми Меласа і Меланоудіон.
1190 року призначається стратегом феми Фракісій. Того ж року вдруге виступив проти Феодора Манкафа, якого змусив тікати до Румського султанату. У 1193 році призначено доместіком Заходу й доручено було впоратися з повстання в Болгарії, що тривало з 1185 року. Того ж року відмовився підтримати заколот свого шварга Костянтина Ангела Дуки, що оголосив себе імператором. Невдовзі той зазнав цілковитої невдачі й був схоплений.
Про перебіг військової кампанії Василя Ватаца проти болгар замало відомостей. 1194 року у битві при Аркадіополі візантійці зазнали поразки від військ Івана Асена I, царя Болгарії. Сам Василь Ватац загинув у битві.

## Родина
Дружина — донька Ісаака Ангела Дуки, стратега феми Кілікія, — стрийка імператора Ісаака II
Діти:
- Ісаак (д/н—1261), себастократор
- син
- Іоанн (1192—1254), нікейський імператор